# Tomba di Martin Ryerson
La tomba di Martin Ryerson è un mausoleo in stile egizio revival progettato da Louis Sullivan e completato nel 1889. Si trova nel storico Graceland Cemetery di Chicago.

## Storia
Martin L. Ryerson era un ricco magnate del legname e speculatore immobiliare di Chicago. Visse dal 1818 al 1887 e durante la sua vita, lui e suo figlio Martin Ryerson, Jr., commissionarono diverse opere di Chicago all'architetto Louis H. Sullivan. La tomba fu commissionata da Martin Ryerson, Jr. nel 1887 e completata da Sullivan, capo progettista dello studio Adler & Sullivan, nel 1889. La tomba si trova nella sezione Lakeside del Graceland Cemetery di Chicago, vicino all'intersezione delle strade cimiteriali Main, Lake e Fairview Avenue.

## Architettura
La tomba di Martin Ryerson fu progettata dal famoso architetto Louis H. Sullivan in stile egizio revival. Il design di Sullivan fonde due diversi tipi di edifici in stile egizio, la piramide e la mastaba. La base dell'edificio della tomba è la mastaba a pareti inclinate che presenta tre finestre. Il mausoleo è costruito con grandi blocchi di granito di Quincy fortemente lucidato e si è ispirato alle tradizioni funerarie egizie.
L'esterno della tomba non contiene simboli egizi, ma ha una porta che porta direttamente verso il suo centro. Il tetto della tomba è sormontato da una torre che a sua volta è sormontata da una piramide a gradini. In modo unico, la tomba evoca gli antichi edifici egizi attraverso la sua forma scura e massiccia, invece del più tipico affidamento alla decorazione in stile egizio. All'interno del mausoleo si trova uno degli archi caratteristici di Sullivan, l'arco incornicia un busto di Ryerson progettato da Sullivan stesso. Il Mausoleo dei Ryerson è uno dei tre mausolei che Louis Sullivan ha progettato durante la sua carriera. La tomba di Carrie Eliza Getty, completata un anno dopo la Tomba Ryerson del 1889, si trova anche nel Graceland Cemetery. L'altra tomba progettata da Sullivan, la Tomba Wainwright, si trova a Saint Louis, nel Missouri.